# Штадіон-ан-дер-Альтен-Форстерай
Штадіон ан дер Альтен Форстерай (нім. Stadion An der Alten Försterei) — футбольний стадіон у Берліні, Німеччина. Домашня арена команди «Уніон» (Берлін). Місткість — 22 012 глядачів. Для ігор у Бундеслізі є найбільшим футбольним стадіоном Берліна.[джерело?] Нині[коли?] не відповідає вимогам німецького футбольного союзу для футбольних стадіонів категорії 3.[джерело?]